# Vertebrasigmoilina
Vertebrasigmoilina es un género de foraminífero bentónico de la subfamilia Sigmoilinitinae, de la familia Hauerinidae, de la superfamilia Milioloidea, del suborden Miliolina y del orden Miliolida. Su especie tipo es Articulina mexicana. Su rango cronoestratigráfico abarca el Holoceno.

## Clasificación
Vertebrasigmoilina incluye a la siguiente especie:
- Vertebrasigmoilina mexicana